# Philippe Lacheau
Philippe Lacheau (Fontenay-sous-Bois, 1980. június 25. –) francia színész, rendező és forgatókönyvíró.

## Fiatalkora
1980. június 25-én született Fontenay-sous-Bois-ban. Van egy Pierre Lacheau nevű bátyja, aki szintén forgatókönyvíró, és néhányszor szerepelt a filmjeiben.
Az egyik testvére fiatalon meghalt.

## Pályafutása
2002 és 2010 között Philippe Lacheau a francia televízióban dolgozott több tévéműsorban, mint például a "Casting Live" (2002), "Total Fun" (2003) és a "Pour le meilleur et pour le fun" (2004). Karl Zéróval is együtt dolgozik a "C'est quoi ce jeu ?" (2004) című lemezen, Michel Denisot-val pedig a Le Grand Journal című könyvön (2005-07). 2009-ben részt vesz a Christophe Dechavanne által készített francia Silent Library című sorozatban, és csatlakozott Laurent Ruquier csapatához néhány TV-műsorban.

## Magánélete
2004-ben kapcsolatban állt Reem Kherici színésznővel. Kapcsolatuk több évig tartott. Különválásuk után a két színész nagyon jó barátságban maradt. 2000 óta Reem tagja a „La Bande à Fifi” társulatnak.
2015 óta párkapcsolatban él Élodie Fontan színésznővel. Van egy Raphael nevű közös fiuk, aki 2019 decemberében született.

## Filmográfia

### Film

#### Rendező és író
| Év   | Magyar cím                          | Eredeti cím                          | Feladatkör | Feladatkör | Megjegyzések                 |
| Év   | Magyar cím                          | Eredeti cím                          | Rendező    | Író        | Megjegyzések                 |
| ---- | ----------------------------------- | ------------------------------------ | ---------- | ---------- | ---------------------------- |
| 2013 |                                     | Paris à tout prix                    | Nem        | Igen       |                              |
| 2014 | Babysitting – A felvigyázó          | Babysitting                          | Igen       | Igen       | társrendező: Nicolas Benamou |
| 2015 | Babysitting 2. – Elmentek otthonról | Babysitting 2                        | Igen       | Igen       | társrendező: Nicolas Benamou |
| 2017 | Alibi.com                           | Alibi.com                            | Igen       | Igen       |                              |
| 2017 | Oltári baki                         | Jour J                               | Nem        | Igen       |                              |
| 2019 | Nicky Larson: Ölni vagy kölni?      | Nicky Larson et le parfum de Cupidon | Igen       | Igen       |                              |
| 2021 | Badman – A nagyon sötét lovag       | Super-héros malgré lui               | Igen       | Igen       |                              |
| 2022 | Alibi.com 2.                        | Alibi.com 2                          | Igen       | Igen       |                              |

#### Színész
| Év   | Magyar cím                          | Eredeti cím                          | Szerep                  | Magyar hang     | Rendező               |
| ---- | ----------------------------------- | ------------------------------------ | ----------------------- | --------------- | --------------------- |
| 2010 | Szívrablók                          | L'Arnacœur                           | Florence vőlegénye      | Pálmai Szabolcs | Pascal Chaumeil       |
| 2012 |                                     | Stars 80                             | Franck (törölt jelenet) |                 | Frédéric Forestier    |
| 2012 | Thomas Langmann                     | Stars 80                             | Franck (törölt jelenet) |                 |                       |
| 2013 |                                     | La grande boucle                     | Kommentátor             |                 | Laurent Tuel          |
| 2013 |                                     | Paris à tout prix                    | Firmin Amory            |                 | Reem Kherici (1.)     |
| 2014 | Babysitting – A felvigyázó          | Babysitting                          | Franck                  | Horváth Illés   | Nicolas Benamou (1.)  |
| 2014 | Babysitting – A felvigyázó          | Babysitting                          | Franck                  | Horváth Illés   | Philippe Lacheau (1.) |
| 2015 | Babysitting 2. – Elmentek otthonról | Babysitting 2                        | Franck                  | Horváth Illés   | Nicolas Benamou (2.)  |
| 2015 | Babysitting 2. – Elmentek otthonról | Babysitting 2                        | Franck                  | Horváth Illés   | Philippe Lacheau (2.) |
| 2016 | A kis kedvencek titkos élete        | The Secret Life of Pets              | Max (francia hangja)    |                 | Chris Renaud          |
| 2016 | A kis kedvencek titkos élete        | The Secret Life of Pets              | Max (francia hangja)    | Yarrow Cheney   |                       |
| 2017 | Hozzám jössz, haver?                | Épouse-moi mon pote                  | Fred                    | Fenyő Iván      | Tarek Boudali (1.)    |
| 2017 | Alibi.com                           | Alibi.com                            | Grégory Van Huffel      | Szabó Máté      | Philippe Lacheau (3.) |
| 2017 | Oltári baki                         | Jour J                               | Arnaud                  |                 | Reem Kherici (2.)     |
| 2018 | Briliáns válás                      | Brillantissime                       | ejtőernyős              |                 | Michèle Laroque       |
| 2019 | Nicky Larson: Ölni vagy kölni?      | Nicky Larson et le parfum de Cupidon | Nicky Larson            | Dévai Balázs    | Philippe Lacheau (4.) |
| 2020 | 30 nap maximum                      | 30 jours max                         | Tony                    | Dévai Balázs    | Tarek Boudali (2.)    |
| 2021 | Badman – A nagyon sötét lovag       | Super-héros malgré lui               | Cédric / Badman         | Gáspár András   | Philippe Lacheau (5.) |
| 2022 | Alibi.com 2.                        | Alibi.com 2                          | Grégory Van Huffel      | Szabó Máté      | Philippe Lacheau (6.) |
| 2023 | Eszeveszett küldetés                | 3 jours max                          | Tony                    | Szabó Máté      | Tarek Boudali (3.)    |
| 2024 | Kutya és macska                     | Chien et chat                        | Brandt                  | Szabó Máté      | Reem Kherici (3.)     |

### Televízió
| Év        | Eredeti cím                    | Szerep          | Megjegyzések |
| --------- | ------------------------------ | --------------- | ------------ |
| 2014      | La Folle Histoire du Palmashow | több szereplő   | 1 epizód     |
| 2014–2016 | Scènes de ménages              | Frère de Marion | 2 epizód     |
| 2022      | Tous Inconnus                  | önmaga          | tévéfilm     |
| 2023      | LOL, qui rit, sort !           | önmaga          | 7 epizód     |

## Fordítás
- Ez a szócikk részben vagy egészben  a   Philippe Lacheau című francia Wikipédia-szócikk fordításán alapul.  Az eredeti cikk szerkesztőit annak laptörténete sorolja fel. Ez a jelzés csupán a megfogalmazás eredetét és a szerzői jogokat jelzi, nem szolgál a cikkben szereplő információk forrásmegjelöléseként.